# FFWD
Albums par The Orb
Live 93
(1993) Orbus Terrarum
(1995)
Albums par Robert Fripp
The Bridge Between
(1993) Damage: Live
(1994)
FFWD est un album enregistré par Robert Fripp (King Crimson), Thomas Fehlmann, Kris Weston et Alex Paterson (The Orb), sorti en 1994.
Son titre est un sigle formé à partir des noms des quatre musiciens (le « D » étant pour « Dr. » Alex Paterson), mais il fait aussi référence à la fonction avance rapide (fast forward en anglais) des magnétophones et lecteurs CD.

## Titres
1. Hidden – 7:16
2. Lucky Saddle – 6:40
3. Drone – 1:01
4. Hempire – 3:12
5. Colossus – 5:38
6. What Time Is Clock – 1:15
7. Can of Bliss – 3:15
8. Elevenses – 0:49
9. Meteor Storm – 4:25
10. Buckwheat & Grits – 10:51
11. Klangtest – 5:01
12. Suess Wie Eine Nuss – 8:20